# Стефаново (Ловецька область)
Сте́фаново (болг. Стефаново) — село в Ловецькій області Болгарії. Входить до складу общини Ловеч.

## Населення
За даними перепису населення 2011 року у селі проживали 99 осіб, з них 94 особи (97,9%) — болгари.
Розподіл населення за віком у 2011 році:
Динаміка населення: